# Râul Tana, Norvegia
Tana (Tanaelva în norvegiană, Deatnu în limba sami, Teno în finlandeză, Tana älv în suedeză) este un râu în nordul Europei, care se varsă în Oceanul Arctic prin intermediul fiordului Tanafjorden.
Marchează pe o distanță de 256 km granița între Norvegia și Finlanda și este al treilea râu ca lungime din Norvegia. 
1. ↑  NVE Atlas, accesat în 15 august 2023
2. 1 2 3 4 5 6 7 8 9 10 11 12 13 14 15 16 17 18 19 20 21  NVE Atlas
3. 1 2 3 4 5 6  NVE Atlas, accesat în 10 iunie 2021
4. ↑  NVE Atlas, accesat în 10 iunie 2021
5. 1 2 3 4 5 6 7 8 9 10 11 12 13  MapSite